# El gran dia de Girona
El gran dia de Girona és una pintura a l'oli de grans dimensions (4,96 × 10,82 m) realitzada per Ramon Martí i Alsina. Tot i que no està datada, els experts la situen entre 1863 i 1864. És l'obra de cavallet més grossa de la història de la pintura catalana. El procés de creació es va allargar gairebé 10 anys i va estar a punt de portar a la ruïna el seu autor en diverses ocasions. Actualment forma part de la col·lecció del Museu Nacional d'Art de Catalunya, i es troba exposada en dipòsit a la seu de la Generalitat de Catalunya de Girona, a l'església de l'antic Hospital de Santa Caterina.
Pel que fa a l'espectacularitat de les mides del quadre, els estudiosos apunten que es podria tractar d'una manera de rivalitzar amb l'obra de Marià Fortuny La batalla de Tetuan (1862-1864), resultat de l'encàrrec que aquest havia rebut de la Diputació de Barcelona per representar la Guerra d'Àfrica.
El 1938, durant la Guerra Civil Espanyola, el quadre va ser víctima d'uns bombardeigs mentre estava exposat al Palau de les Belles Arts de Barcelona. Per protegir-lo, va ser enrotllat i emmagatzemat en una de les sales de reserva del MNAC, esperant ser restaurat. Allà hi va romandre uns 70 anys, fins que finalment va ser restaurat entre 2009 i 2010.

## Història
A mitjan segle xix la pintura històrica era molt apreciada per les seves representacions de fets patriòtics i herois locals. Martí Alsina volia millorar la seva reputació com a pintor a escala nacional, tot i tenir una plaça com a professor a l'escola de la Llotja de Barcelona. Una de les maneres més directes de guanyar-se una bona reputació com a professional era guanyar algun concurs, com les Exposicions Nacionals que se celebraven anualment a Madrid. En aquelles exposicions, les obres de temàtica històrica, amb un alt component èpic i romàntic, sovint tenien una molt bona acollida. Moltes de les obres guanyadores eren obres de gran format, que en guanyar eren adquirides per diverses institucions o pel mateix Estat. És probablement que aquest fos el motiu que decidís Martí Alsina, més especialitzat en pintura de paisatges, a realitzar obres de temàtica històrica.

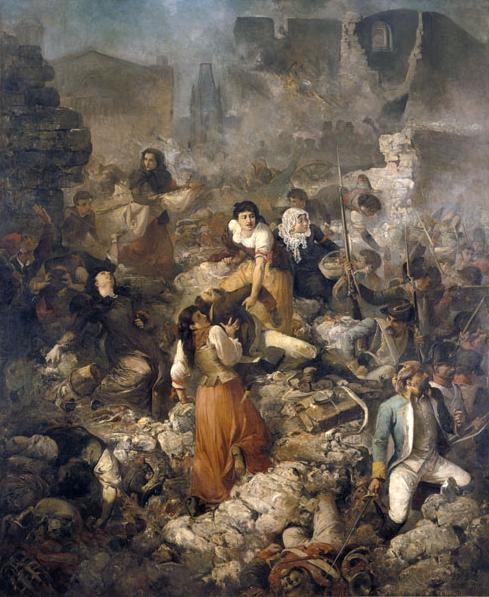
La Companyia de Santa Bàrbara, un altre treball de Martí Alsina sobre el Setge de Girona

La primera vegada que va participar en el concurs seria el 1858, any en què enviaria diverses obres i rebria una tercera medalla per un retrat titulat Estudi del Natural. El mateix any i fora de concurs va presentar L'últim dia de Numància, que seria posteriorment adquirit per l'Estat per 3.000 pessetes i dipositat al fons del Museu del Prado, tot i haver obtingut només una medalla de tercera classe. El 1860 va enviar un dels seus paisatges, amb el qual va obtenir una segona medalla. El pintor, va passar bona part de la seva vida obsessionat per la sèrie de la Guerra del Francès i el Setge de Girona de 1809, realitzant pintures com El somatent del Bruch, La Companyia de Santa Bàrbara (MNAC), Les heroïnes de Girona (Diputació) i la més grandiosa El gran dia de Girona, que li va ocupar bona part de la seva vida fins a la seva defunció.

### El procés de producció
Segons diversos estudis publicats, és probable que Martí Alsina decidís fer una obra de grans dimensions per rivalitzar amb La batalla de Tetuan, obra de Marià Fortuny feta per encàrrec de la Diputació de Barcelona i que posteriorment adquiriria certa fama en l'àmbit europeu.
Per poder dur a terme el seu projecte, Martí Alsina va haver de llogar un espai de mides especials al poble de Sants, que llavors encara era un poble dels afores de Barcelona. Segons tradició oral va habilitar com a taller el Casino de Sants. Allà es va fer portar tot tipus d'armadures, armes i peces històriques per donar el màxim rigor possible a la seva obra. També va necessitar desenes de models, es va fer confeccionar vestits per a l'ocasió i visitar Girona en diverses ocasions, com demostren els centenars d'esbossos de diversos racons de la ciutat que encara es conserven, uns a col·leccions particulars i d'altres al Museu Nacional d'Art de Catalunya i al Museu d'Art de Girona. Fruit d'aquestes visites també va crear una desena d'esbossos a l'oli i algunes altres pintures, alguns de dimensions considerables, entre les quals destaca l'obra Paisatge de les muralles de Girona, una de les seves obres més apreciades. Segons Folch i Torres, es va fer portar al taller fins i tot peces d'artilleria.
Es té notícia que els primers intents per començar l'obra s'estaven realitzant a la fi de 1859, gràcies a una carta dirigida a Martí Alsina enviada des de Girona amb data 14 d'octubre de 1859, on se li donava contestació a una informació, sol·licitada pel pintor, sobre les banderes i d'altres consultes que volia incloure a la pintura i que desitjava que fossin el més realistes possibles. El pintor mateix va apuntar un seguiment de treball per realitzar l'obra:
| 1. Tener toda la calma para la composición, hasta estar bien satisfecho de ella por ser buena y bien declarada. | 1. Tenir tota la calma per a la composició, fins a estar ben satisfet d'ella per ésser bona i ben declarada. |
| 2. Comprobación de las masas con el natural (grupo de figuras […]) con respecto a los otros, y cada figura en particular y hacer totales en un papel y distribución de partes por masas bien sentadas y distribuidas, que sirvan para el dibujo de la misma composición, en tamaño pequeño que permitan, sin embargo, el desarrollo del dibujo que ha de ser original para trasladarse en mayor escala con cuadrícula. Cálculo perspectivo del cuadro para comprobaciones que no pueden hacerse del natural o que no impliquen esta necesidad.           | 2 .Comprovació de les masses amb el natural (grup de figures [...]) respecte dels altres, i cada figura en particular i fer totals en un paper i distribució de parts per masses ben establertes i distribuïdes, que serveixin per al dibuix de la mateixa composició, en mida petita que permetin, tanmateix, el desenvolupament del dibuix que ha d'ésser original per traslladar-se en una escala més gran amb quadrícula. Càlcul perspectiu del quadre per a comprovacions que no poden fer-se del natural o que no impliquin aquesta necessitat.. |
| 3. Traslado, por fracciones, que alcancen la obertura del ángulo óptico del dibujo anterior con suma exactitud. | 3. Trasllat, per fraccions, que assoleixin l'obertura de l'angle òptic del dibuix anterior amb gran exactitud.. |
| 4. Hacer los estudios acabados que haya necesidad y según ellos completar el dibujo anterior. | 4. Fer els estudis acabats que hi hagi necessitat i segons ells completar el dibuix anterior. |
| 5. Traslado al lienzo: asegurar en éste el dibujo con un calcado perfecto y líneas firmes, con lápiz encarnado. | 5. Trasllat al llenç: assegurar en aquest el dibuix amb un calc perfecte i línies fermes, amb llapis vermell. |
| 6. Bosquejo ligero y suave de tintas. | 6. Esbòs lleuger i suau de tintes. |
| 7. Conclusión: Especulaciones de tiempo. Durante la composición, todo es trabajo mío en ella: se previenen los chismes y modelos para el acto de las comprobaciones y apuntes. Se da la orden para el bastidor. Durante el dibujo correcto de la composición se hacen las cuadrículas […] del dibujo que se hace, y la grande por partes, en el papel de traslado […] se hace el traslado, trazo los dibujos […] corrijo, según ellos, los dibujos grandes, mientras se calca y perfila y se clava el lienzo. Durante el bosquejo continúo algún cuadro. | 7. Conclusió: Especulacions de temps. Durant la composició, tot és treball meu en ella: es prevenen els trastos i models per a l'acte de les comprovacions i apunts. Es dona l'ordre per al bastidor. Durant el dibuix correcte de la composició es fan les quadrícules […] del dibuix que es fa, i la gran per parts, al paper de trasllat […] es fa el trasllat, traçament dels dibuixos […] corregeixo, segons ells, els dibuixos grans, mentre es calca i perfila i es clava el llenç. Durant l'esbòs continuo algun quadre.                       |

Tenint en compte que Martí Alsina va encarregar el marc de l'obra a la Sala Parés el març de 1864 ([…] un gran marco para el cuadro del «Sitio de Gerona», carpintero y cerrajero 426 reales, dorador 1.700 reales, total 2.126 reales), es creu que tenia previst enviar l'obra a concurs a l'Exposició Nacional de 1864, però quan va rebre comentaris crítics en demanar opinió sobre l'obra a alguns amics va decidir no dur a terme l'enviament i continuar treballant en l'obra. Finalment no la va arribar a firmar mai. El projecte en el qual havia invertit tant temps i esforços, personals i econòmics, acabaria com a fracàs, ja que durant la vida de l'artista l'obra no va arribar a sortir mai del seu taller.
Anys després Alsina aprofitaria part del material d'investigació i dels esbossos realitzats per crear dues obres relacionades amb el setge de Girona: Les heroïnes de Girona, que es va poder veure el 1868 en una mostra de la Sociedad para Exposiciones de Bellas Artes de Barcelona, i La Companyia de Santa Bàrbara, que el 1891 enviaria a l'Exposició del Palau de les Belles Arts.
Diversos documents personals confirmen que Martí Alsina va donar l'obra en garantia d'un deute de 20.000 pessetes que tenia amb Pau Borrell. Com que no podia liquidar el préstec, Borrell assumia la propietat temporal de l'obra. No seria fins a l'any 1894 que Martí Alsina aconseguiria arribar a un acord amb els hereus de Borrell, canviant la peça per unes altres 14 obres.
Un article de premsa de l'època, publicat a El Diluvio, es feia ressò de tota la història i comentava que Martí Alsina havia intentat vendre l'obra a la Diputació provincial «por la niñería de 15.000 duros».

### Títol
Encara que el seu títol més corrent i amb el qual es troba catalogat en el MNAC és El gran dia de Girona, és anomenat per alguns autors amb el títol de Els defensors de Girona.
Fou el coronel Blas de Fournás qui va qualificar els fets del 19 de setembre de 1809 —durant els quals van morir més de 1.000 persones— com el «día grande de Gerona». Es creu que aquest pot ser l'origen del títol del quadre. En algunes notes personals de l'artista l'obra s'esmenta com Los defensores de Gerona, La defensa de Gerona o fins i tot «El cuadro de Gerona».

### Bombardeig

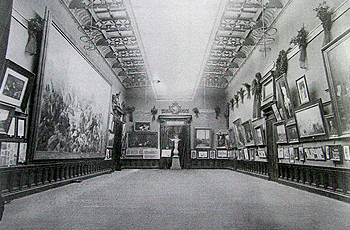
El gran dia de Girona exposat al Palau de les Belles Arts el 1898

Joan Nepomucè Font i Sangrà, col·leccionista privat afeccionat als quadres de Martí Alsina, va adquirir l'obra un cop mort l'artista. El mateix 1894 va oferir-la a l'Ajuntament de Barcelona per a exhibir-la a l'Exposició de Belles Arts del mateix any. No es mostraria però fins al 1898, en una exposició d'artistes recentment morts. Després, l'obra restà dipositada al Saló de la Reina Regent del Museu Municipal de Belles Arts.
Posteriorment l'obra seria traslladada al Museu de les Reproduccions i més endavant al Museu d'Arts Decoratives i Arqueològic, on romandria enrotllada sense marc.
El 1904, com que l'obra no estava exposada enlloc, el seu propietari la va reclamar «si per manca de local no pot ser exposada». Carles Bofarull, director dels Museus de Belles Arts de Barcelona, va fer un informe en el qual exposà:
| « | ...al desocuparse el Salón de la Reina Regente fue llevado al Museo de Reproducciones el cuadro de gran tamaño titulado «Girona», obra del difunto artista Martí y Alsina, la cual formaba parte del Museo de Pintura en concepto de depósito. No creyendo que el lugar más adecuado para su conservación fuera el Museo de Reproducciones, fue llevado a los bajos del Museo de Arte Decorativo y Arqueológico, almacenado el marco y desmontado y enrollado el lienzo. Actualmente, debido a las obras que se están desarrollando en este edificio, no es conveniente su presencia allí, por lo cual pide a la junta que determine que conviene hacer. | » |

| «                                                                                     | ...en desocupar-se el Saló de Reina Regent va ser portat al Museu de Reproduccions el quadre de gran mida titulat «Girona», obra del difunt artista Martí y Alsina, el qual formava part del Museu de Pintura en concepte de dipòsit. No creient que el lloc més adequat per a la seva conservació fos el Museu de Reproduccions, va ser portat als baixos del Museu d'Art Decoratiu i Arqueològic, emmagatzemat el marc i desarmat i enrotllat la tela. Actualment, a causa de les obres que s'estan desenvolupant en aquest edifici, no és convenient la seva presència allà, per la qual cosa demana a la junta que determini que convé fer. | » |
| — Comunicació del Director dels Museus de Belles Arts a la Junta de Museus, 16-8-1904 | |   |

El 1905 Font i Sangrà recuperà la seva obra. A causa de les seves dimensions extraordinàries, la va dipositar en una capella, ampliada per a l'ocasió, de la seva finca de Cardedeu, Ca n'Eres Vell. Font i Sangrà conservava el gruix de la seva col·lecció al seu domicili de la Ronda de Sant Pere número 38. La pintura va esdevenir un reclam turístic a Cardedeu, ja que el propietari ensenyava l'obra a tothom que anava a veure-la.
Després d'algunes negociacions, El gran dia de Girona va passar a ser propietat de l'Ajuntament de Barcelona com a llegat, acceptat el 18 de juny de 1929, i s'incorpora al fons del Museu Municipal de Belles Arts i exposat permanentment al Saló de la Reina Regent del Palau de les Belles Arts. Quan es va crear el Museu d'Art de Catalunya el 1934 i moltes obres van ser traslladades al Palau Nacional, les de més grans dimensions van romandre al Palau de Belles Arts.
El 1938, en plena Guerra Civil Espanyola, el Palau es feia servir com a punt de trobada on es feien conferències i mítings. L'estiu del mateix any va ser víctima d'un bombardeig, fet que va provocar que es trenqués la claraboia del sostre de l'edifici feta de vidre, tot malmetent l'obra, en la qual es van produir un parell d'esquerdes de més de 5 metres.
Un cop finalitzada la guerra i a causa de les seves mides extraordinàries es va decidir enrotllar l'obra en un corró per a protegir-la i guardar-la en un magatzem del Museu Nacional d'Art de Catalunya fins que pogués ser restaurada; aquesta restauració no va tenir lloc fins a l'any 2009.

### El procés de restauració

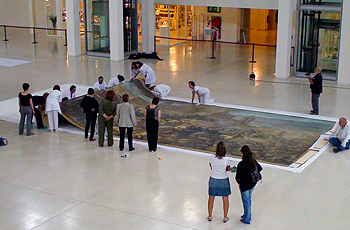
El gran dia de Girona a la Sala Oval del MNAC

Amb motiu del bicentenari de la Guerra del Francès i del Setge de Girona, entre el Museu d'Art de Girona i la historiadora Maria Lluïsa Faxedas va sorgir la idea de celebrar una exposició commemorativa. Per dur-la a terme, va demanar al MNAC l'obra El gran dia de Girona, que necessitava una restauració abans de poder ser exposada. La Fundació Caixa Girona va finançar l'operació, en una operació on van col·laborar el MNAC, el Departament de Cultura i Mitjans de Comunicació de la Generalitat de Catalunya i el Museu d'Art de Girona. L'obra havia estat enrotllada i conservada en una de les reserves del museu durant 70 anys, tret d'una petita intervenció que es va dur a terme el 1998, quan es va desenrotllar i fotografiar l'obra aprofitant un trasllat intern de les reserves del museu.

#### Examen organolèptic
El 14 de setembre de 2009, un equip de restauradors format per tècnics del MNAC i del Centre de Restauració de Béns Mobles de Catalunya (CRBMC), dirigits per Mireia Mestre, Núria Pedragosa i Maite Tomeu, van procedir a desenrotllar l'obra a la Sala Oval del Palau Nacional. Durant tres dies van realitzar-hi un examen organolèptic, abans de tornar-la a enrotllar per traslladar-la al CRBMC, a Valldoreix. En el mateix cilindre hi havia una altra pintura enrotllada, d'autor desconegut, sobre la batalla de Waterloo.
Durant l'examen organolèptic, fet tant per l'anvers com pel revers de l'obra, es van fer observacions macroscòpiques i microscòpiques dels diversos materials constitutius del quadre i es van prendre mostres per poder dur a terme diverses anàlisis físicoquímiques. També es va fotografiar l'obra seguint diverses tècniques existents, com la fotografia amb llum ultraviolada, amb transil·luminació o amb llum rasant. No només es va analitzar l'obra sinó que diversos investigadors també van investigar les sales de reserva del museu i d'altres obres del mateix període de l'artista, per poder realitzar les comparacions pertinents. Les particularitats de les dimensions de l'obra l'havien preservat d'intervencions més invasives com un reentelat o un envernissat general, tècniques habituals fins fa relativament poc temps en el món de la conservació i restauració d'obres d'art.

#### Restauració a Valldoreix
Durant el procés de restauració, pioner a l'àmbit català per les particularitats de l'obra, es van fer servir manuscrits del mateix Martí Alsina, així com imatges de l'obra fetes abans que patís l'atac de 1938. Abans de procedir a intervenir, es van fer les anàlisis físicoquimiques necessàries, analitzant mostres d'imprimació, pintura i vernís i realitzant reflectografies. Les anàlisis de teixit es van realitzar en col·laboració amb el Centre Tècnic de Filatura de la UPC. Tot el procés de restauració va ser documentat i fotografiat, i se'n va anar informant progressivament als mitjans de comunicació.
Segons els estudis realitzats, la capa preparatòria estava feta a base d'una barreja de blanc de plom, sulfat de bari i carbonat de calci. La tela presentava uns estrips molt grans, de fins a 7 metres de llarg, que es van arreglar mitjançant un sistema de sutura fil a fil, fent servir cola d'esturió i midó de blat. Tot el procés de restauració es va realitzar seguint criteris de mínima intervenció. Es va començar a intervenir pel revers de la tela, dividint el projecte en diverses fases degut a la particularitat que suposava treballar amb una obra d'aquestes dimensions. Es van fer servir tècniques de consolidació que suposessin la mínima incorporació de materials. Es va fer servir un adhesiu creat amb cola d'esturió i midó de blat. Pel que fa a la neteja de la superfície pictòrica, es va realitzar en dues fases. En la primera es va treure la pols acumulada a la superfície. En la segona es va retirar la brutícia adherida a l'obra aplicant una solució gelificada, seguint els resultats del test de Cremonesi practicat prèviament. Després es van reintegrar les pèrdues de policromia aplicant una masilla feta amb blanc d'Espanya i cola de conill.
Es tractà d'un projecte excepcional pel que fa a l'aplicació de criteris i ús de tècniques més innovadores que ha esdevingut un referent al país.

### Instal·lació a Girona

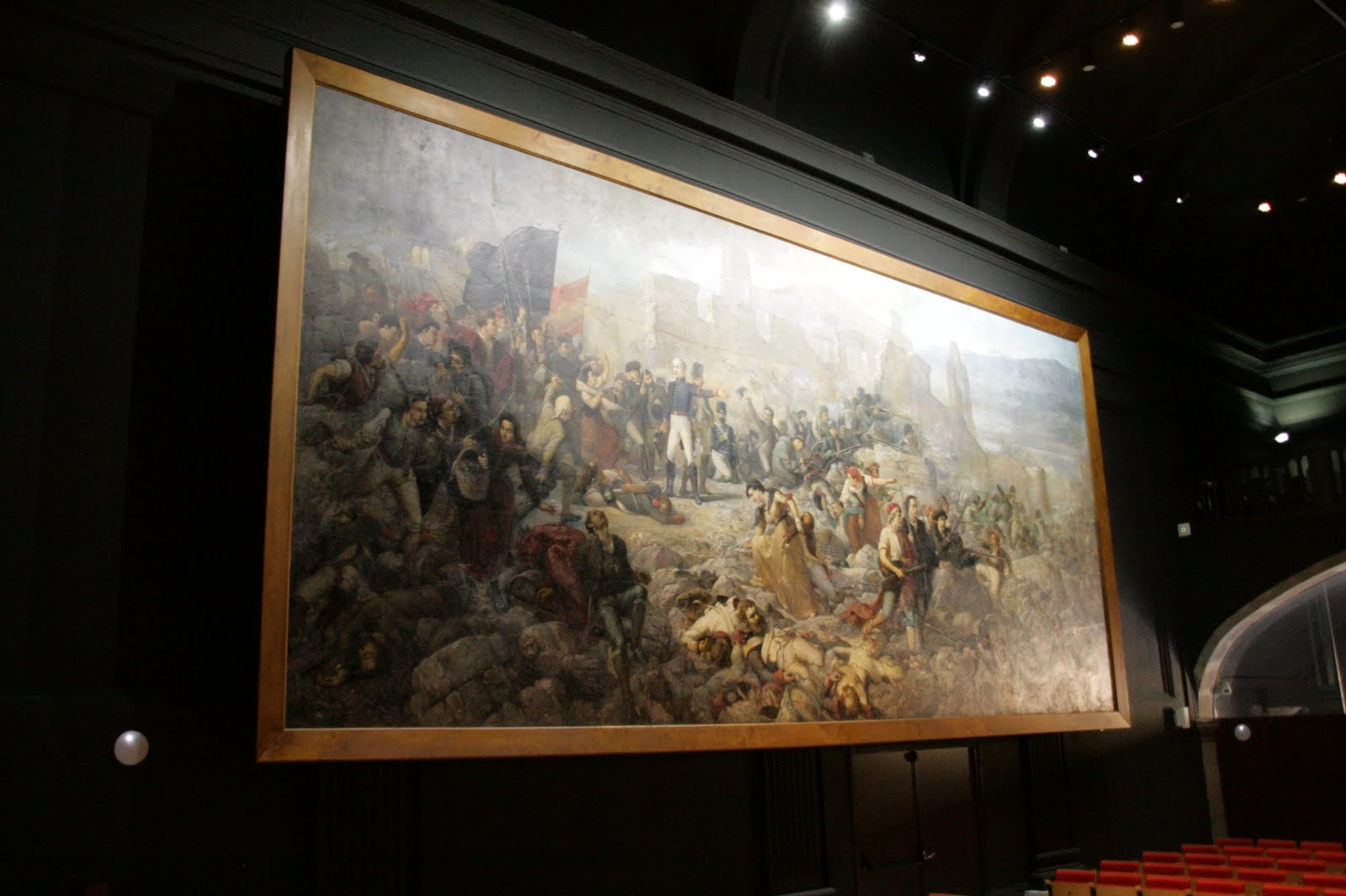
L'obra ja instal·lada a l'Auditori Josep Irla.

L'obra fou definitivament instal·lada el 14 de setembre de 2010 a l'Auditori Josep Irla de l'Antic Hospital Santa Caterina de Girona, actual seu de la Generalitat de Catalunya a la ciutat, provinent directament del Centre de Restauració de Valldoreix. L'obra va ser transportada en camió i descarregada per un equip de 8 operaris davant la presència d'un equip de restauradors i de diverses persones vinculades al projecte. Per poder manipular-la correctament es va encarregar a l'empresa Chassitech la construcció d'una estructura metàl·lica —una doble graella d'alumini anoditzat amb perfils exteriors de fusta— dissenyada per facilitar futures intervencions de manteniment de l'obra. El personal del Museu d'Art de Girona va assumir la responsabilitat de garantir l'entorn climàtic necessari, amb un nivell de lluminositat que no depassés els 150-200 lux. Entre el 14 i el 16 de setembre l'obra es va penjar de l'estructura d'alumini, i al cap de pocs dies fou presentada a la premsa. L'exposició es va inaugurar el 23 d'octubre de 2010. En aquesta seu també es pot observar l'escultura El tors de Venus de Maillol.
Durant el 2012 es va fer pública la col·laboració del MNAC amb el projecte Google Art Project, i l'obra El Gran dia de Girona hi fou inclosa entre les escollides per a ser consultades en aquesta plataforma.

## Descripció

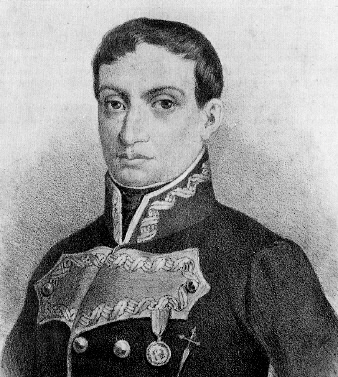
Álvarez de Castro

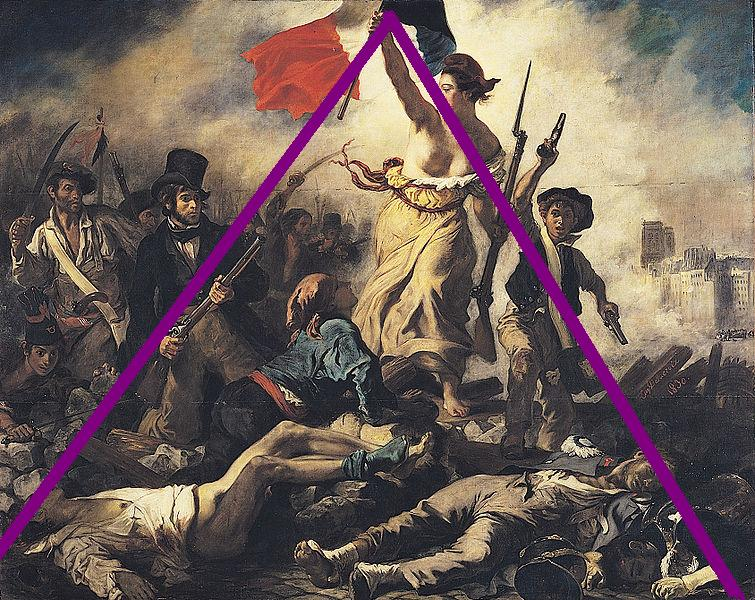
Diverses obres de pintura històrica, com a La llibertat guiant el poble de Delacroix, mostren estructures piramidals.

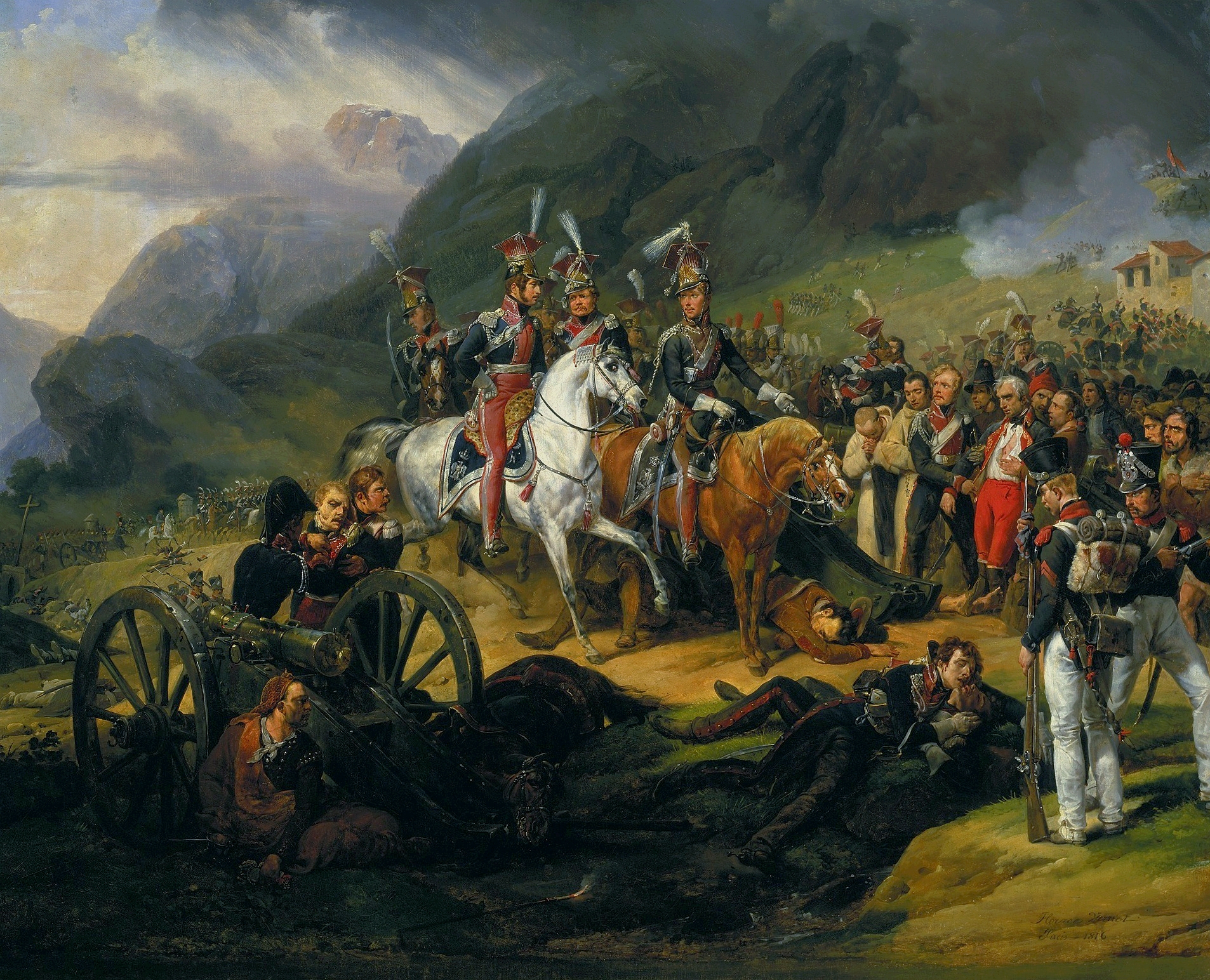
La batalla de Somosierra d'Horace Vernet on s'aprecia la similitud en la composició

Es tracta d'una obra de grans dimensions, 496 × 1082 cm, més gran que La batalla de Tetuan de Fortuny (300 × 972 cm) i que el Guernica de Pablo Picasso (350 × 780 cm). Es tracta d'una única tela sense costures que ocupa una superfície d'uns 58 metres quadrats i pesa aproximadament 70 kg. Els experts en teixits pensen que es podria tractar d'una odona, és a dir, el teixit amb el qual es confeccionen les veles dels vaixells. Alguns estudis apunten que podria haver estat adquirida al Maresme o al Poblenou, on l'artista tenia un altre taller.
L'obra reflecteix el moment posterior a la batalla que va tenir lloc el dia 19 de setembre de 1809, durant la Guerra del Francès, quan l'exèrcit invasor va intentar un atac definitiu contra la ciutat de Girona, que va resistir l'atac seguint les ordres del general Álvarez de Castro.
L'escena de la pintura està situada al lloc on van succeir els fets del dia 19 de setembre. Es pot localitzar en l'espai gràcies l'arquitectura que es troba al fons de la pintura, on s'aprecien les torres que pertanyen a la catedral de Girona i la de l'església de Sant Fèlix. Davant d'aquests edificis es troben les muralles de la ciutat a la zona de la Torre Gironella. Els dibuixos preparatoris també indiquen que volia situar l'escena a la zona de la caserna dels Alemanys per tal d'obtenir un perfil clàssic de la ciutat i perquè en aquell precís espai van tenir lloc algunes de les batalles més importants durant el setge.
Encara que es tracti d'un fet històric, pel seu tractament la pintura té més semblança amb una històrica èpica i, encara que l'obra de Martí Alsina sempre es vincula amb Courbet i el realisme, moviment que va introduir a Catalunya, en aquest cas i per les característiques del tema, el tractament el situa més a prop del Romanticisme francès, tal com s'expressa en les pintures d'història de Delacroix o Vernet. Aquesta certa semblança entre la composició de Martí Alsina i les que feia també en pintura històrica Vernet es basa en la inclusió de multitud de personatges i en un treball previ amb gran quantitat d'esbossos en diferents perspectives fins a aconseguir l'efecte perseguit. Martí Alsina havia visitat una exposició retrospectiva organitzada en el marc de l'Exposició Universal de 1855, on hi havia pintures històriques del mateix Vernet, Ingres, Delacroix i Decamps.
L'obra està dividida en tres plans. Els personatges de primer terme són els més realistes i dramàtics, tractats amb colors més vius; al segon pla, els personatges estan menys definits; i a la tercera part només hi són esbossades algunes figures més properes al fons, on l'arquitectura s'esvaeix en una espècie de boira.
L'escena de la meitat dreta es distribueix en una estructura piramidal amb el vèrtex en les ruïnes del fons. Els defensors de la ciutat es troben atrinxerats en una línia que talla en diagonal l'espai total de l'obra i que permet centrar l'atenció en les figures dels comandaments militars tot i estar en segon pla. El grup de l'esquerra de l'obra està format per la darrera línia de defensors de la ciutat, amb el general Álvarez de Castro en una posició molt destacada. Aquesta distribució s'assimila a la que Vernet va plantejar a La batalla de Somosierra de 1812, on la muntanya del fons talla l'enquadrament focalitzant als personatges a cavall, competint en importància amb els ferits del primer pla.
A la part baixa del quadre, el primer pla de la batalla, s'hi veuen representat els ferits i morts, aportant el màxim realisme a les imatges més dramàtiques. Un d'ells, ubicat al centre del quadre per sota de la figura del general, representa el personatge destacat d'una dona pertanyent a la Companyia de Santa Bàrbara —cos militar format per dones per socórrer i assistir als ferits en batalla— i s'aprecia en el seu braç esquerre una cinta vermella lligada amb una baga, símbol pel qual se les distingia. Se'n poden observar d'altres repartides a l'escena de la batalla, algunes tractant d'alleujar als ferits i d'altres portant el menjar i el beure.
A l'extrem dret de l'obra es pot veure l'exèrcit francès en retirada, unes figures quasi difuminades, com volent evitar tenir protagonisme dins l'obra.

## Exposicions

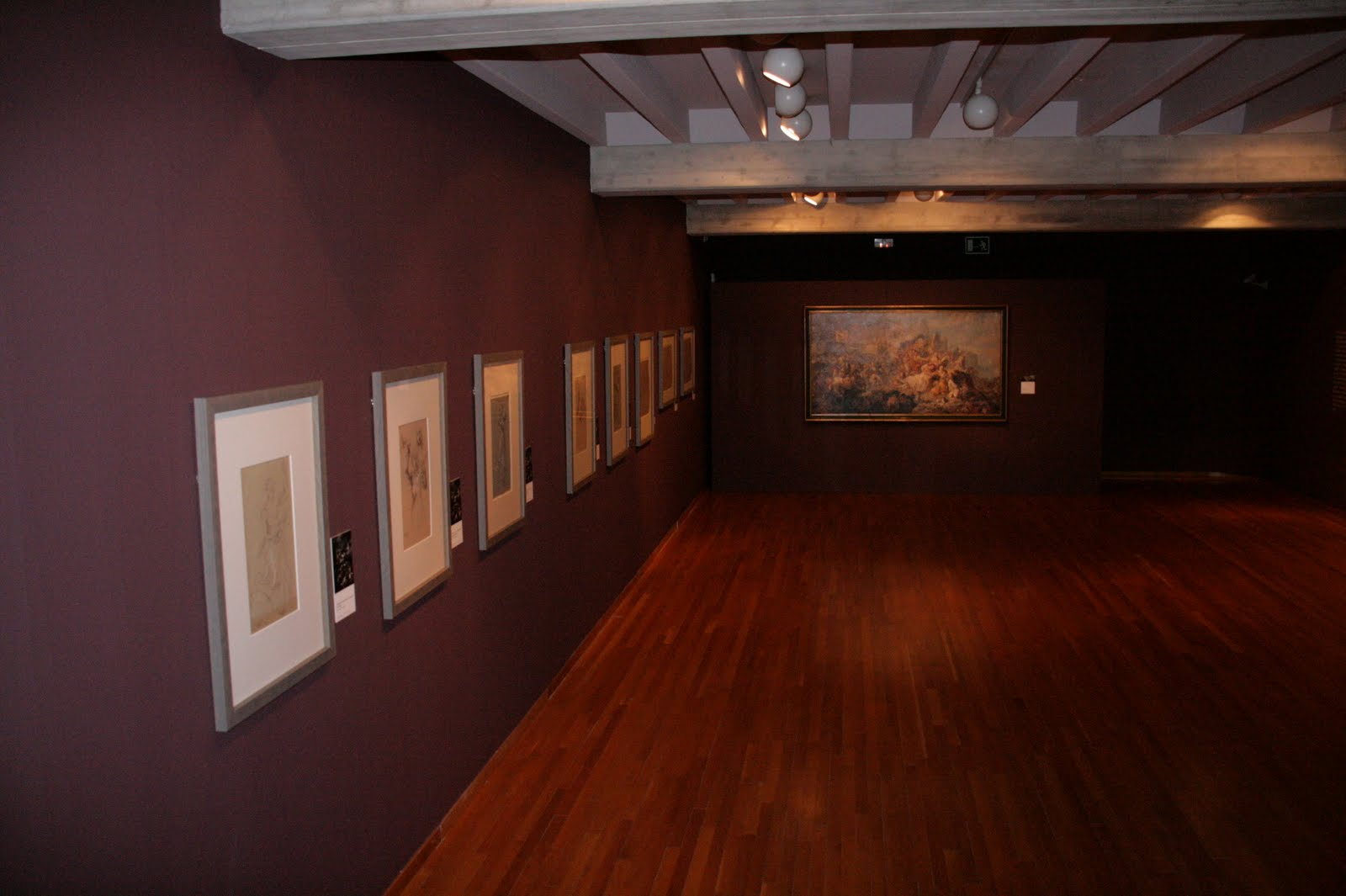
Exposició Anatomia d'un quadre al Museu d'Art de Girona.

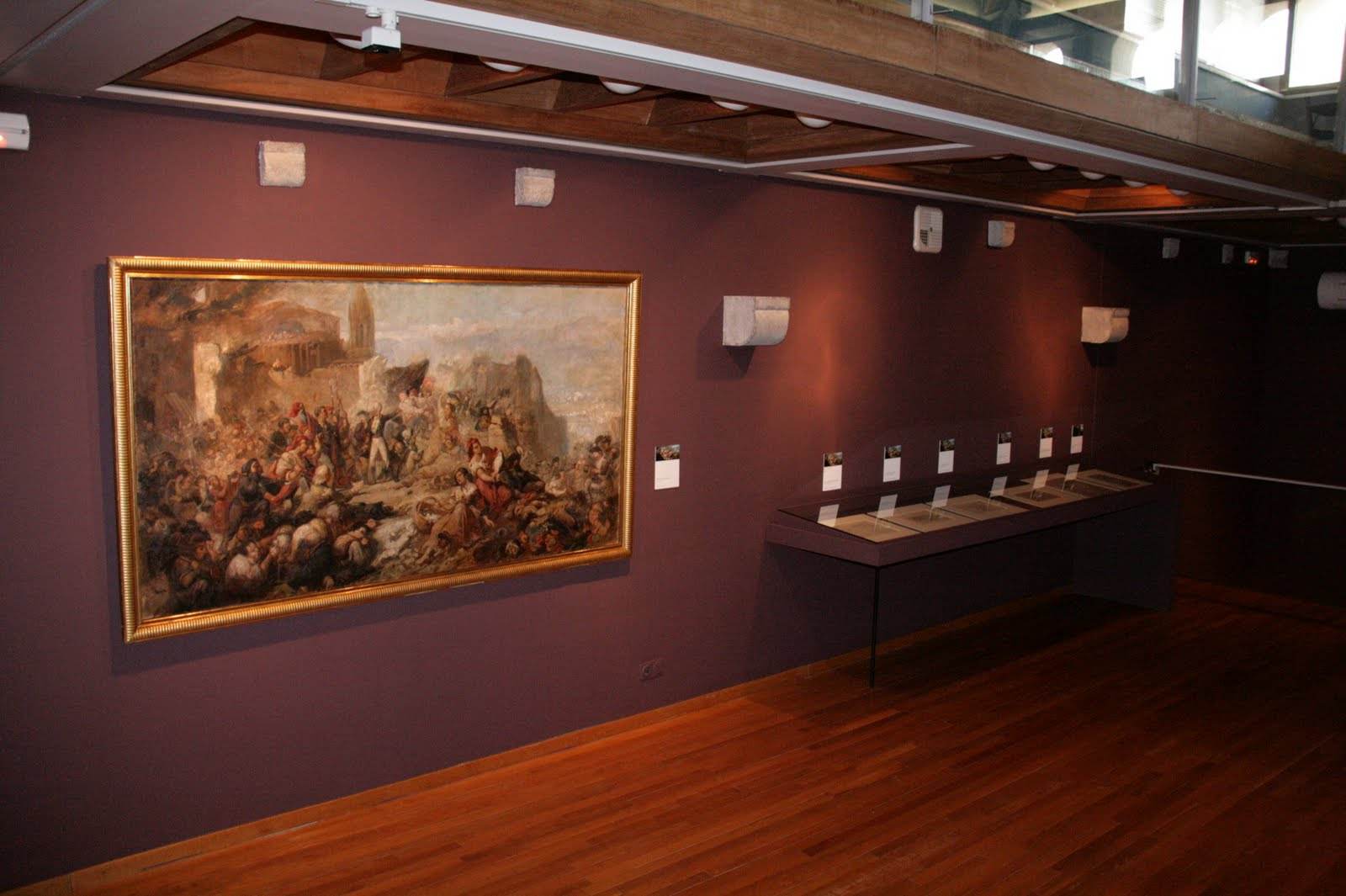
Diferents versions de l'obra i dibuixos preparatoris mostrades a l'exposició.

L'obra només ha sigut exposada públicament a dos emplaçaments. El primer lloc va ser el Palau de les Belles Arts de Barcelona, on el 1898 es va poder veure en el marc d'una exposició en homenatge a artistes morts recentment. Quan va finalitzar la mostra, va romandre en dipòsit durant un temps al museu. Més endavant, es va retornar l'obra al seu propietari, qui la donaria definitivament a la Junta de Museus de l'Ajuntament de Barcelona el 1929, entrant a formar part del catàleg del museu i exposant-se permanentment al Saló de la Reina Regent.
Des del 8 de juny de 2011, el Museu d'Història de Girona mostra una de les obres preparatòries que Martí Alsina va realitzar arran del gran dia de Girona.

### Anatomia d'un quadre
Arran de la restauració i trasllat de l'obra, es va organitzar l'exposició Ramon Martí Alsina. El gran dia de Girona. Anatomia d'un quadre que va tenir lloc entre el 23 d'octubre de 2010 i el 29 de maig de 2011 en tres espais de Girona. L'exposició fou organitzada pel Museu d'Art de Girona en col·laboració amb el MNAC, i fou comissariada per Maria Lluïsa Faxedas, professora de la Universitat de Girona experta en el tema. L'objectiu d'aquesta mostra fou investigar els motius que van dur a Martí Alsina a realitzar aquesta obra. El projecte expositiu es va dividir en 3 espais:
- Auditori Josep Irla: situat a la delegació de la Generalitat a Girona, és l'espai definitiu on està exposat el quadre.
- Saló de Plens de la Diputació de Girona: exposició permanent del quadre Les heroïnes de Girona, també obra de Martí Alsina.
- Museu d'Art de Girona: mostra dels esbossos i dibuixos preparatoris del quadre.

## Altres versions
El setge de Girona ha estat retratat en diverses ocasions per diversos artistes; existeixen altres versions de l'obra:
- Al Museu d'Art de Girona existeix El setge de Girona de 1809 o Esbós pel Gran dia de Girona (1860), una versió reduïda del quadre (47 × 84,5 cm) pintada i signada pel mateix Martí Alsina.[41]
- César Álvarez Dumont (Sant Antoni de Vila Real, Portugal, 1866 – Màlaga, 1945) va pintar el 1890 la seva visió dels fets. L'obra, nomenada igual que la de Martí Alsina El gran día de Gerona, es va poder veure al Castell de Sant Ferran de Figueres durant l'exposició "Álvarez de Castro i el seu temps", organitzada pel Ministeri de Defensa. La tela pertany al Museo del Prado[42] i va ser premiada a l'Exposició Nacional de Belles Arts de 1890, guanyant una medalla de segona classe.[43] Actualment està cedida al Museu Provincial de Ciudad Real.[17]
- Laureà Barrau va pintar el 1884 a Roma La rendició de Girona el 1809, actualment en una col·lecció particular a Girona.

- El setge de Girona de 1809 o Esbós pel Gran dia de Girona, per Martí Alsina
- El Gran día de Gerona, versió feta per César Álvarez Dumont